# Edi Wilson José dos Santos
Edi Wilson José dos Santos, més conegut com a Dinho, és un exfutbolista brasiler. Va nàixer a Neópolis, el 15 d'octubre de 1966. Ocupava la posició de migcampista.

## Trajectòria
Va iniciar la seua carrera al Confiança, amb qui guanya el Campionat Sergipano de 1986. L'any següent fitxa per l'Sport Club do Recife, en el qual hi roman fins a 1992, amb una breu estada al Deportivo de La Corunya en la 91/92. Amb l'Sport Recife s'imposa al Brasileirao de 1987 i als Pernambucanos de 1988 i 1990.
El 1992 recala al São Paulo FC. En el conjunt paulista aconsegueix diversos títols internacionals, com les Libertadores de 1992 i 1993, el Mundial de Clubs de 1992 i de 1993 i la Recopa Sudamericana 1993. També guanya dos Campionats Paulistes i una Supercopa.
Després d'una breu estada pel Santos FC, el 1994 s'incorpora al Grêmio de Porto Alegre, on augmenta el seu palmarés amb una tercera Libertadores (1995), una Recopa Sudamericana (1996), dues Copes del Brasil (1994 i 1997), dos Campionats Gauchos (1995 i 1996) i el Brasileirao de 1996.
També milita a l'Atlético Mineiro i al Novo Hamburgo.